# Henrique Franco
Henrique Franco (Funchal, 1883. március 3. – Coimbra, 1961. augusztus 18.) leginkább helyi jelentőségű portugál festő Madeira szigetén, Francisco Franco szobrászművész bátyja.

## Munkássága
Számos, meleg tónusú tájképen ábrázolta szülőföldjét. Előszeretettel festett parasztcsaládokat, -asszonyokat és -lányokat is.
A Franco-testvérek életét és művészetét külön nekik szentelt múzeum – Museu Henrique e Francisco Franco – mutatja be Funchalban.